# Châtelaudren
Châtelaudren (bretonsko Kastellaodren) je naselje in občina v francoskem departmaju Côtes-d'Armor regije Bretanje. Leta 2006 je naselje imelo 981 prebivalcev.

## Geografija
Kraj leži v pokrajini Bretaniji ob reki Leff, 18 km zahodno od središča Saint-Brieuca.

## Uprava
Châtelaudren je sedež istoimenskega kantona, v katerega so poleg njegove vključene še občine Boqueho, Cohiniac, Plélo, Plerneuf, Plouvara, Trégomeur in Tréméloir s 7.721 prebivalci.
Kanton Châtelaudren je sestavni del okrožja Saint-Brieuc.